# Поток векторного поля
Пото́к ве́кторного по́ля — термин, используемый в математике для двух различных понятий:
- поток векторного поля через поверхность, это понятие широко используется и в физике, особенно в электродинамике;

- фазовый поток — поток векторного поля {\displaystyle {\vec {A}}} — однопараметрическое семейство диффеоморфизмов {\displaystyle \Gamma _{t}}, определяемых дифференциальным уравнением {\displaystyle {\vec {A}}(\Gamma _{t}(x))=d\Gamma _{t}(x)/dt}.

Ниже представлено первое из названных понятий (второму посвящена отдельная статья).

## Поток векторного поля через поверхность
Поток векторного поля через поверхность — поверхностный интеграл второго рода по поверхности {\displaystyle S}. По определению,
{\displaystyle {{\Phi }_{F}}=\iint \limits _{S}{\mathbf {F} \cdot \mathbf {n} \,dS}},
где {\displaystyle \mathbf {F} =\mathbf {F(X)} } — векторное поле (вектор-функция векторного аргумента — точки пространства), {\displaystyle \mathbf {n} } — единичный вектор положительной нормали к поверхности (положительное направление выбирается для ориентируемой поверхности условно, но одинаково для всех точек — то есть для дифференцируемой поверхности — так, чтобы {\displaystyle \mathbf {n} } было непрерывно; для неориентируемой поверхности это не важно, так как поток через неё всегда ноль), {\displaystyle dS} — элемент поверхности.
В трёхмерном случае {\displaystyle \mathbf {X} =(x,y,z),\mathbf {F} =\mathbf {F(X)} =\left(F_{x}(\mathbf {X} ),F_{y}(\mathbf {X} ),F_{z}(\mathbf {X} )\right)}, а поверхностью является обычная двумерная поверхность.
Иногда применяется обозначение
{\displaystyle d\mathbf {S} =\mathbf {n} \,dS}.
тогда поток записывается в виде
{\displaystyle {{\Phi }_{F}}=\iint \limits _{S}{\mathbf {F} \cdot d\mathbf {S} }}.
Размерность потока — это размерность величины {\displaystyle \mathbf {F} }, домноженная на квадратный метр (в СИ).

## Некоторые физические примеры
Из гидродинамики
Пусть движение несжимаемой жидкости единичной плотности в пространстве задано векторным полем скорости течения {\displaystyle \mathbf {v} =\mathbf {v} (x,y,z)}. Тогда объём жидкости, который протечёт за единицу времени через поверхность {\displaystyle S}, будет равен потоку векторного поля {\displaystyle \mathbf {v} }. 
Если плотность равна {\displaystyle \rho }, то масса жидкости, которая протечёт за единицу времени через поверхность будет равна потоку величины {\displaystyle \rho \mathbf {v} }:
{\displaystyle {\frac {dM}{dt}}={{\Phi }_{\rho \mathbf {v} }}=\iint \limits _{S}{\rho \mathbf {v} \cdot d\mathbf {S} }}.
Из электродинамики
В основных уравнениях электродинамики — уравнениях Максвелла — фигурируют потоки вектора электрической индукции и вектора магнитной индукции
{\displaystyle {{\Phi }_{D}}=\iint \limits _{S}{\mathbf {D} \cdot d\mathbf {S} }\quad } и {\displaystyle \quad {{\Phi }_{B}}=\iint \limits _{S}{\mathbf {B} \cdot d\mathbf {S} }}.
А именно, эти потоки, если они вычислены для замкнутой поверхности, равны заряду внутри поверхности: 
{\displaystyle \oint \limits _{S}{\mathbf {D} \cdot d\mathbf {S} }=Q\quad } и {\displaystyle \quad \oint \limits _{S}{\mathbf {B} \cdot d\mathbf {S} }=0},
где {\displaystyle Q} — электрический заряд, а поток вектора {\displaystyle \mathbf {B} } нулевой, так как магнитные заряды не существуют.
Ещё пример из электродинамики. Электрический ток представляет собой поток векторного поля плотности тока:
{\displaystyle I=\iint \limits _{S}\mathbf {j} \cdot d\mathbf {S} }
через поперечное сечение токоведущего проводника.
О понятии плотности потока
Если векторным полем {\displaystyle \mathbf {F} }, поток которого вычисляется, характеризуется перенос какой-либо скалярной величины (например, массы в примере с жидкостью или заряда в примере с током; другие возможные случаи — перенос энергии, перенос спина), то такое поле в данном контексте называется плотностью потока.  В таких случаях {\displaystyle \mathbf {F} } имеет структуру {\displaystyle \mathbf {F} =\rho _{f}\mathbf {v} }, где {\displaystyle \rho _{f}} обозначает плотность переносимой величины (массы в кг/м3, заряда в Кл/м3, энергии в Дж/м3 и т.д.), а {\displaystyle \mathbf {v} } — скорость переноса. Если не переносится ничего (как для потока {\displaystyle \mathbf {D} }, {\displaystyle \mathbf {B} }), подобное название не имеет смысла.